# Apanteles aglaus
Apanteles aglaus är en stekelart som beskrevs av Nixon 1965. Apanteles aglaus ingår i släktet Apanteles och familjen bracksteklar. Inga underarter finns listade i Catalogue of Life.